# Футбол на літніх Олімпійських іграх 1980
Футбольний турнір на літніх Олімпійських іграх 1980 року проходив з 20 липня по 2 серпня 1980 року. Проводилися лише чоловічі змагання. Матчі відбувалися на п'яти стадіонах у чотирьох містах — Москва, Ленінград, Київ, Мінськ. Фінал пройшов 2 серпня 1980 року в Москві на Великій спортивній арені стадіону «Лужники». Перемогу здобула збірна Чехословаччини, гравці якої вперше стали олімпійськими чемпіонами. Футбольний турнір був найбільш відвідуваним змаганням цієї Олімпіади — 1 821 624 глядачів на стадіонах побачили 32 матчі.
Збірна СРСР, що зайняла третє місце, складалася з росіян, українців, грузинів та представників інших національностей. Бронзові нагороди Олімпіади-1980 виграли такі українські футболісти: Сергій Шавло, Сергій Андрєєв (найкращий бомбардир турніру), Володимир Безсонов, Володимир Пільгуй, Сергій Балтача.

## Кваліфікація
З-поміж 88 збірних, що виявили бажання взяти участь в олімпійських іграх, у фінал мали вийти 14. Збірна СРСР як господар та збірна НДР як олімпійський чемпіон від кваліфікації були звільнені.
Напередодні відбіркового турніру ФІФА відновило так зване правило «мінус 22», за яким не допускалися до участі в Олімпійських іграх футболісти, що брали участь в останньому чемпіонаті світу, включаючи відбіркові матчі.
У зв'язку з політичним бойкотом ряду країн, деякі збірні (в дужках), що кваліфікувались, не брали участі у фінальному турнірі. В кінцевому етапі такі 16 збірних взяли участь в Олімпіаді 1980:
| - Африка (КАФ) - Алжир - Нігерія (Замість Гана) - Замбія (Замість Єгипет) · - Азія (АФК) - Ірак (Замість Малайзія) - Кувейт - Сирія (Замість Іран) · - Північна і Центральна Америка (КОНКАКАФ) - Коста-Рика - Куба (Замість США) | - Південна Америка (КОНМЕБОЛ) - Колумбія - Венесуела (Замість Аргентина) · - Європа (УЄФА) - Чехословаччина - Фінляндія (Замість Норвегія) - НДР (Кваліфікувалась як чемпіон ОІ 1976) - Іспанія - Югославія · - Господар - СРСР |

## Стадіони
| Місто     | Стадіон                                | Місткість |
| --------- | -------------------------------------- | --------- |
| Москва    | Центральний стадіон імені В. І. Леніна | 85.000    |
|           | Стадіон «Динамо»                       | 36.550    |
| Ленінград | Стадіон імені Кірова                   | 100.000   |
| Київ      | Республіканський стадіон               | 100.000   |
| Мінськ    | Стадіон «Динамо»                       | 42.000    |

## Головні арбітри
| Африка - Белаїд Лакарн - Бассей Ейо-Хонесті - Ньїренда Чайю Азія - Салім Наджі Аль-Нахамі - Алі Албанаї Абдулвахаб - Марван Арафат Південна Америка - Ромуальдо Арппі Фільо - Енріке Лабо Реворедо - Хосе Кастро Лосада | Північна і Центральна Америка - Хесус Пауліно Сілес - Рамон Кальдерон Кастро - Маріо Рубіо Васкес Європа - Франц Ворер - Войтех Хрістов - Андерс Маттсон - Рікардо Латанці - Клаус Шерелл - Роберт Валентайн - Еміліо Гурусета-Муро - Ульф Ерікссон - Андре Дайна - Мар'ян Раус - Ельдар Азімзаде |

## Фінальний турнір

### Перший раунд

#### Група A
В групі A господарі турніру легко розібрались з усіма конкурентами, забивши у трьох матчах 15 голів. Друге прохідне місце зайняла збірна Куби, яка, попри поразку 0-8 від СРСР, змогла перемогти дві інші збірні та вийти в плей-оф. А збірна Замбії, програвши всі три матчі, стала однією з найгірших команд турніру.
| Збірна    | І | В | Н | П | ГЗ | ГП | РГ  | О |
| --------- | - | - | - | - | -- | -- | --- | - |
| СРСР      | 3 | 3 | 0 | 0 | 15 | 1  | +14 | 6 |
| Куба      | 3 | 2 | 0 | 1 | 3  | 9  | −6  | 4 |
| Венесуела | 3 | 1 | 0 | 2 | 3  | 7  | −4  | 2 |
| Замбія    | 3 | 0 | 0 | 3 | 2  | 6  | −4  | 0 |

| 20 липня 1980 12:00 |

| Куба        | 1 — 0    | Замбія |
| ----------- | -------- | ------ |
| Рольдан 58' | Протокол |        |

| Стадіон імені Кірова, Ленінград Глядачів: 100.000 Арбітр: Маріян Рауш |

| 20 липня 1980 12:00 |

| СРСР                                                         | 4 — 0    | Венесуела |
| ------------------------------------------------------------ | -------- | --------- |
| Андрєєв 3' Черенков 25' Юрій Гаврилов 34' Хорен Оганесян 51' | Протокол |           |

| Центральний стадіон імені В. І. Леніна, Москва Арбітр: Франц Ворер |

| 22 липня 1980 12:00 |

| Куба                    | 2 — 1    | Венесуела       |
| ----------------------- | -------- | --------------- |
| Ернандес 49' Нуньєс 71' | Протокол | Субісаррета 68' |

| Стадіон імені Кірова, Ленінград Глядачів: 70.000 Арбітр: Еміліо Гурусета-Муро |

| 22 липня 1980 12:00 |

| СРСР                            | 3 — 1    | Замбія     |
| ------------------------------- | -------- | ---------- |
| Хідіятуллін 9' 51' Черенков 87' | Протокол | Чіталу 13' |

| Центральний стадіон імені В. І. Леніна, Москва Арбітр: Марван Арафат |

| 24 липня 1980 12:00 |

| СРСР                                                                             | 8 — 0    | Куба |
| -------------------------------------------------------------------------------- | -------- | ---- |
| Андрєєв 8' 27' 44' Романцев 20' Шавло 43' Черенков 55' Гаврилов 75' Безсонов 77' | Протокол |      |

| Стадіон «Динамо», Москва Арбітр: Роберт Валентайн |

| 24 липня 1980 12:00 |

| Венесуела                 | 2 — 1    | Замбія     |
| ------------------------- | -------- | ---------- |
| Субісаррета 86' Еліє 90+' | Протокол | Чіталу 73' |

| Стадіон імені Кірова, Ленінград Глядачів: 80.000 Арбітр: Хесус Пауліно Сілес |

#### Група B
Група B стала найбільш сенсаційною групою на турнірі. Майбутні олімпійські чемпіони — збірна Чехословаччини, в складі якого були присутні шість бронзових призерів Євро-1980, що завершилось напередодні Олімпіади, спромоглися перемогти лише в одному матчі, два інших звівши у нічию. Щоправда, навіть цей рахунок дозволив збірній вийти у плей-оф з першого місця. А збірна Нігерії, яка також напередодні Олімпіади стала переможцем Кубку африканських націй 1980, взагалі зайняла останнє місце групи, здобувши лише одне очко.
| Збірна         | І | В | Н | П | ГЗ | ГП | РГ | О |
| -------------- | - | - | - | - | -- | -- | -- | - |
| Чехословаччина | 3 | 1 | 2 | 0 | 4  | 1  | +3 | 4 |
| Кувейт         | 3 | 1 | 2 | 0 | 4  | 2  | +2 | 4 |
| Колумбія       | 3 | 1 | 1 | 1 | 2  | 4  | −2 | 3 |
| Нігерія        | 3 | 0 | 1 | 2 | 2  | 5  | −3 | 1 |

| 21 липня 1980 12:00 |

| Чехословаччина                   | 3 — 0    | Колумбія |
| -------------------------------- | -------- | -------- |
| Поклуда 14' Бергер 18' Візек 85' | Протокол |          |

| Стадіон імені Кірова, Ленінград Арбітр: Белаїд Лакарн |

| 21 липня 1980 12:00 |

| Кувейт                       | 3 — 1    | Нігерія                  |
| ---------------------------- | -------- | ------------------------ |
| Аль Дахіл 16' 40' 85 (пен.)' | Протокол | Махбуб Мубарак 25 (а.г)' |

| Стадіон «Динамо», Москва Арбітр: Клаус Шерелл |

| 23 липня 1980 12:00 |

| Колумбія      | 1 — 1    | Кувейт     |
| ------------- | -------- | ---------- |
| Молінарес 73' | Протокол | Султан 64' |

| Стадіон «Динамо», Москва Арбітр: Андерс Маттсон |

| 23 липня 1980 12:00 |

| Чехословаччина | 1 — 1    | Нігерія   |
| -------------- | -------- | --------- |
| Візек 25'      | Протокол | Нвосу 84' |

| Стадіон імені Кірова, Ленінград Арбітр: Енріке Лабо Реворедо |

| 25 липня 1980 12:00 |

| Колумбія    | 1 — 0    | Нігерія |
| ----------- | -------- | ------- |
| Кардона 55' | Протокол |         |

| Стадіон «Динамо», Москва Арбітр: Салім Наджи Аль-Нахамі |

| 25 липня 1980 12:00 |

| Чехословаччина | 0 — 0    | Кувейт |
| -------------- | -------- | ------ |
|                | Протокол |        |

| Стадіон імені Кірова, Ленінград Арбітр: Рикардо Латанци |

#### Група C
В групі C несподіваної поразки зазнала збірна Іспанії, яка після вдалої рівної гри проти Збірної НДР, не змогла реалізувати свою велику перевагу в матчах проти збірної Сирії, чий воротар провів дуже вдалий матч, багато разів врятувавши команду, та збірної Алжиру. Як наслідок, Іспанія, отримавши порівну з Алжиром очок і маючи гіршу різницю м'ячів, зайняла лише третє місце й покинула турнір.
| Збірна  | І | В | Н | П | ГЗ | ГП | РГ | О |
| ------- | - | - | - | - | -- | -- | -- | - |
| НДР     | 3 | 2 | 1 | 0 | 7  | 1  | +6 | 5 |
| Алжир   | 3 | 1 | 1 | 1 | 4  | 2  | +2 | 3 |
| Іспанія | 3 | 0 | 3 | 0 | 2  | 2  | 0  | 3 |
| Сирія   | 3 | 0 | 1 | 2 | 0  | 8  | −8 | 1 |

| 20 липня 1980 12:00 |

| НДР     | 1 — 1    | Іспанія    |
| ------- | -------- | ---------- |
| Кюн 49' | Протокол | Маркос 50' |

| Республіканський стадіон, Київ Глядачів: 100.000 Арбітр: Ульф Ерікссон |

| 20 липня 1980 12:00 |

| Алжир                                      | 3 — 0    | Сирія |
| ------------------------------------------ | -------- | ----- |
| Беллумі 36' Маджер 48' Мерзекан 73 (пен.)' | Протокол |       |

| Стадіон «Динамо», Мінськ Арбітр: Войтех Хрістов |

| 22 липня 1980 12:00 |

| НДР          | 1 — 0    | Алжир |
| ------------ | -------- | ----- |
| Терлецкі 61' | Протокол |       |

| Республіканський стадіон, Київ Глядачів: 70.000 Арбітр: Ромуальдо Арппі Фільо |

| 22 липня 1980 12:00 |

| Іспанія | 0 — 0    | Сирія |
| ------- | -------- | ----- |
|         | Протокол |       |

| Стадіон «Динамо», Мінськ Арбітр: Хосе Кастро Лосада |

| 24 липня 1980 12:00 |

| Іспанія    | 1 — 1    | Алжир       |
| ---------- | -------- | ----------- |
| Рінкон 38' | Протокол | Беллумі 63' |

| Стадіон «Динамо», Мінськ Арбітр: Ельдар Азімзаде |

| 24 липня 1980 12:00 |

| НДР                                          | 5 — 0    | Сирія |
| -------------------------------------------- | -------- | ----- |
| Гаузе 6' Нетц 25' 45' Петер 75' Терлецкі 82' | Протокол |       |

| Республіканський стадіон, Київ Глядачів: 80.000 Арбітр: Ульф Ерікссон |

#### Група D
В групі D зацікавлення викликала гра третього туру між збірними Югославії та Іраку. Суперники зіграли з необхідним нічийним рахунком 1-1, який виводив обидві збірні у райнд плей-оф, попри результат іншого матчу групи.
| Збірна     | І | В | Н | П | ГЗ | ГП | РГ | О |
| ---------- | - | - | - | - | -- | -- | -- | - |
| Югославія  | 3 | 2 | 1 | 0 | 6  | 3  | +3 | 5 |
| Ірак       | 3 | 1 | 2 | 0 | 4  | 1  | +3 | 4 |
| Фінляндія  | 3 | 1 | 1 | 1 | 3  | 2  | +1 | 3 |
| Коста-Рика | 3 | 0 | 0 | 3 | 2  | 9  | −7 | 0 |

| 21 липня 1980 12:00 |

| Югославія                   | 2 — 0    | Фінляндія |
| --------------------------- | -------- | --------- |
| Шечербегович 56' Шестич 58' | Протокол |           |

| Стадіон «Динамо», Мінськ Арбітр: Марио Рубіо Васкес |

| 21 липня 1980 12:00 |

| Ірак                          | 3 — 0    | Коста-Рика |
| ----------------------------- | -------- | ---------- |
| Башир 45' Саїд 49' Хассан 75' | Протокол |            |

| Республіканський стадіон, Київ Арбітр: Ньїренда Чайю |

| 23 липня 1980 12:00 |

| Югославія                          | 3 — 2    | Коста-Рика          |
| ---------------------------------- | -------- | ------------------- |
| Златко Вуйович 6' 54' Приморац 24' | Протокол | Вайт 35' Арройо 90' |

| Стадіон «Динамо», Мінськ Арбітр: Бассей Ейо-Хонесті |

| 23 липня 1980 12:00 |

| Фінляндія | 0 — 0    | Ірак |
| --------- | -------- | ---- |
|           | Протокол |      |

| Республіканський стадіон, Київ Глядачів: 40.000 Арбітр: Рамон Кальдерон Кастро |

| 25 липня 1980 12:00 |

| Фінляндія                       | 3 — 0    | Коста-Рика |
| ------------------------------- | -------- | ---------- |
| Тиссари 18' Алила 58' Соіні 88' | Протокол |            |

| Республіканський стадіон, Київ Арбітр: Алі Албанаї Абдулвахаб |

| 25 липня 1980 12:00 |

| Югославія         | 1 — 1    | Ірак       |
| ----------------- | -------- | ---------- |
| Зоран Вуйович 63' | Протокол | Хассан 61' |

| Стадіон «Динамо», Мінськ Арбітр: Андре Дайна |

### Плей-оф
|  | Чвертьфінали         | Чвертьфінали      |                   |           | Півфінали   | Півфінали   |  |  | Фінал             | Фінал |
|  |                      |                   |                   |           |             |             |  |  |                   |       |
|  | 27 липня - Москва    |                   |                   |           |             |             |  |  |                   |       |
|  |                      |                   |                   |           |             |             |  |  |                   |       |
|  | СРСР                 | 2                 |                   |           |             |             |  |  |                   |       |
|  | СРСР                 | 2                 | 29 липня — Москва |           |             |             |  |  |                   |       |
|  | Кувейт               | 1                 |                   |           |             |             |  |  |                   |       |
|  | Кувейт               | 1                 | НДР               | 1         |             |             |  |  |                   |       |
|  | 27 липня — Київ      |                   | НДР               | 1         |             |             |  |  |                   |       |
|  |                      | СРСР              | 0                 |           |             |             |  |  |                   |       |
|  | НДР                  | СРСР              | 0                 | 4         |             |             |  |  |                   |       |
|  | НДР                  |                   | 2 серпня — Москва | 4         |             |             |  |  |                   |       |
|  | Ірак                 | 0                 |                   |           |             |             |  |  |                   |       |
|  | Ірак                 | 0                 | Чехословаччина    | 1         |             |             |  |  |                   |       |
|  | 27 липня — Ленінград |                   | Чехословаччина    | 1         |             |             |  |  |                   |       |
|  |                      | НДР               | 0                 |           |             |             |  |  |                   |       |
|  | Чехословаччина       | НДР               | 0                 | 3         |             |             |  |  |                   |       |
|  | Чехословаччина       | 29 липня — Москва |                   | 3         |             |             |  |  |                   |       |
|  | Куба                 | 0                 |                   |           |             |             |  |  |                   |       |
|  | Куба                 | 0                 | Чехословаччина    | 2         | Третє місце | Третє місце |  |  |                   |       |
|  | 27 липня — Мінськ    |                   | Чехословаччина    | 2         | Третє місце | Третє місце |  |  |                   |       |
|  |                      | Югославія         | 0                 |           |             |             |  |  |                   |       |
|  | Югославія            | Югославія         | 0                 | 3         | СРСР        | 2           |  |  |                   |       |
|  | Югославія            |                   |                   | 3         | СРСР        | 2           |  |  |                   |       |
|  | Алжир                | 0                 |                   | Югославія | 0           |             |  |  |                   |       |
|  | Алжир                | 0                 |                   |           | 0           |             |  |  |                   |       |
|  |                      |                   |                   |           |             |             |  |  | 1 серпня — Москва |       |
|  |                      |                   |                   |           |             |             |  |  |                   |       |

### Чвертьфінал
Чвертьфінал не приніс жодних сюрпризів: усі чотири фаворити матчів перемогли. Причому всі, крім збірної СРСР, зробили це з розгромним рахунком. Щоправда збірна СРСР також не мала особливих проблем зі збірною Кувейту, ведучи по ходу другого тайму з рахунком 2-0, після чого почала берегти сили на наступний матч і пропустила один гол.
| 27 липня 1980 12:00 |

| Югославія                                 | 3 — 0    | Алжир |
| ----------------------------------------- | -------- | ----- |
| Мирошевич 5' Шестич 19' Зоран Вуйович 70' | Протокол |       |

| Стадіон «Динамо», Мінськ Арбітр: Клаус Шерелл |

| 27 липня 1980 12:00 |

| СРСР                      | 2 — 1    | Кувейт     |
| ------------------------- | -------- | ---------- |
| Черенков 30' Гаврилов 51' | Протокол | Султан 59' |

| Стадіон «Динамо», Москва Глядачів: 48.000 Арбітр: Маріо Рубіо Васкес |

| 27 липня 1980 12:00 |

| Чехословаччина            | 3 — 0    | Куба |
| ------------------------- | -------- | ---- |
| Візек 29' 59' Поклуда 90' | Протокол |      |

| Стадіон імені Кірова, Ленінград Арбітр: Енріке Лабо Реворедо |

| 27 липня 1980 12:00 |

| НДР                                                   | 4 — 0    | Ірак |
| ----------------------------------------------------- | -------- | ---- |
| Шнупхазе 4 (пен.)' Нетц 11' Штайнбах 17' Терлецкі 22' | Протокол |      |

| Республіканський стадіон, Київ Глядачів: 100.000 Арбітр: Ромуальдо Арппі Фільо |

### Півфінал
У першому півфіналі збірна СРСР, яка виграла попередні чотири матчі із загальним рахунком 17-2, зустрілась з рівною за класом збірною НДР. Атлетична та добре організована німецька збірна позбавила радянських футболістів куражу, забивши на 16 хвилині гол. Усі наполегливі спроби відновити рівновагу успіху не принесли, і збірна СРСР втратила хорошу нагоду виграти золоті медалі Олімпіади у власних стінах.
У другому півфіналі ситуація була майже ідентичною — до 18 хвилини, через помилки голкіпера збірної Югославії Драгана Пантелича, збірна Чехословаччини вже забила два голи, після чого майстерно довела матч до переможного для себе кінця.
| 29 липня 1980 12:00 |

| СРСР | 0 — 1    | НДР      |
| ---- | -------- | -------- |
|      | Протокол | Нетц 16' |

| Центральний стадіон імені В. І. Леніна, Москва Глядачів: 95.000 Арбітр: Ульф Ерікссон |

| 29 липня 1980 13:00 |

| Чехословаччина       | 2 — 0    | Югославія |
| -------------------- | -------- | --------- |
| Лічка 4' Шрейнер 18' | Протокол |           |

| Стадіон «Динамо», Москва Глядачів: 48.000 Арбітр: Франц Верер |

### Матч за 3-тє місце
Розлючена поразкою у півфіналі збірна СРСР у другому таймі дотиснула збірну Югославії, забивши два сухих м'ячі, і втретє поспіль здобула бронзові медалі Олімпійських ігор.
| 1 серпня 1980 12:00 |

| СРСР                     | 2 — 0    | Югославія |
| ------------------------ | -------- | --------- |
| Оганесян 67' Андрєєв 82' | Протокол |           |

| Стадіон «Динамо», Москва Глядачів: 45.000 Арбітр: Роберт Валентайн |

### Фінал
Фінал став найгрубішим матчем турніру, що було пов'язано з великою відповідальністю матчу. Крім того, матч проходив під дощем на досить в'язкому полі. За матч арбітр показав п'ять жовтих карток, а на 58 хвилині були вилучені з поля німець Вольфганг Штайнбах та чехословак Ян Бергер. Єдиний гол у зустрічі забила в кінцівці матчу збірна Чехословаччини. Після подачі з лівого флангу Їндржих Свобода пробив головою, але голкіпер збірної НДР Бодо Рудваляйт помилився. Голкіпер не зміг зафіксувати м'яч і випустив його, чим Свобода і скористався, добивши його у порожні ворота
| 2 серпня 1980 12:00 |

| Чехословаччина | 1 — 0    | НДР |
| -------------- | -------- | --- |
| Свобода 77'    | Протокол |     |

| Центральний стадіон імені В. І. Леніна, Москва Глядачів: 70.000 Арбітр: Ельдар Азімзаде |

### Зведена таблиця
| Збірна | Збірна         | О  | І | В | Н | П | ГЗ | ГП | РГ  |
| ------ | -------------- | -- | - | - | - | - | -- | -- | --- |
| 1      | СРСР           | 10 | 6 | 5 | 0 | 1 | 19 | 3  | +16 |
| 2      | Чехословаччина | 10 | 6 | 4 | 2 | 0 | 10 | 1  | +9  |
| 3      | НДР            | 9  | 6 | 4 | 1 | 1 | 12 | 2  | +10 |
| 4      | Югославія      | 7  | 6 | 3 | 1 | 2 | 9  | 7  | +2  |
| 5      | Кувейт         | 4  | 4 | 1 | 2 | 1 | 5  | 4  | +1  |
| 6      | Ірак           | 4  | 4 | 1 | 2 | 1 | 4  | 5  | -1  |
| 7      | Куба           | 4  | 4 | 2 | 0 | 2 | 3  | 12 | -9  |
| 8      | Фінляндія      | 3  | 3 | 1 | 1 | 1 | 3  | 2  | +1  |
| 9      | Алжир          | 3  | 3 | 1 | 1 | 2 | 4  | 5  | -1  |
| 10     | Іспанія        | 3  | 3 | 0 | 3 | 0 | 2  | 2  | 0   |
| 11     | Колумбія       | 3  | 3 | 1 | 1 | 1 | 2  | 4  | -2  |
| 12     | Венесуела      | 2  | 3 | 1 | 0 | 2 | 3  | 7  | -4  |
| 13     | Нігерія        | 1  | 3 | 0 | 1 | 2 | 2  | 5  | -3  |
| 14     | Сирія          | 1  | 3 | 0 | 1 | 2 | 0  | 8  | -8  |
| 15     | Замбія         | 0  | 3 | 0 | 0 | 3 | 2  | 6  | -4  |
| 16     | Коста-Рика     | 0  | 3 | 0 | 0 | 3 | 2  | 9  | -7  |

## Медалісти
| · 2 місце · НДР. | · Олімпійські чемпіони · Чехословаччина · 1 титул | · 3 місце · СРСР |

| Срібло | Золото | Бронза |
| НДР · Бодо Рудваляйт · Бернд Якубовскі · Норберт Трілофф · Маттіас Мюллер · Лотар Гаузе · Маттіас Ліберс · Артур Ульріх · Рюдігер Шнупхазе · Франк Терлецкі · Франк Баум · Вольф-Рюдігер Нетц · Дітер Кюн · Вернер Петер · Вольфганг Штайнбах · Франк Уліг · Юрген Берінгер · Андреас Траутманн · Тренер: Рудольф Краузе | Чехословаччина · Станіслав Семан · Ярослав Нетолічка · Людек Мацела · Йозеф Мазура · Лібор Радимець · Зденек Ригель · Ладіслав Візек · Ян Бергер · Їндржих Свобода · Петр Немець · Любомир Поклуда · Вернер Лічка · Олдржих Ротт · Франтішек Штамбахр · Ростіслав Вацлавічек · Франтішек Кунзо · Зденек Шрейнер · Тренер: Франтішек Гавранек | СРСР · Рінат Дасаєв · Володимир Пільгуй · Тенгіз Сулаквелідзе · Олександр Чівадзе · Вагіз Хідіятуллін · Олег Романцев · Сергій Балтача · Сергій Нікулін · Сергій Шавло · Володимир Безсонов · Юрій Гаврилов · Федір Черенков · Хорен Оганесян · Олександр Прокопенко · Сергій Андрєєв · Валерій Газзаев · Реваз Челебадзе · Тренер: Костянтин Бєсков |

## Бомбардири
| Місця | Гравець            | Голів |
| ----- | ------------------ | ----- |
| 1     | Сергій Андрєєв     | 5     |
| 2     | Федір Черенков     | 4     |
| 2     | Вольф-Рюдігер Нетц | 4     |
| 2     | Ладіслав Візек     | 4     |
| 5     | Юрій Гаврилов      | 3     |
| 5     | Франк Терлецкі     | 3     |
| 5     | Файсал Аль Дахіл   | 3     |
| 8     | 10 футболістів     | 2     |
| 18    | 32 футболісти      | 1     |

## Галерея

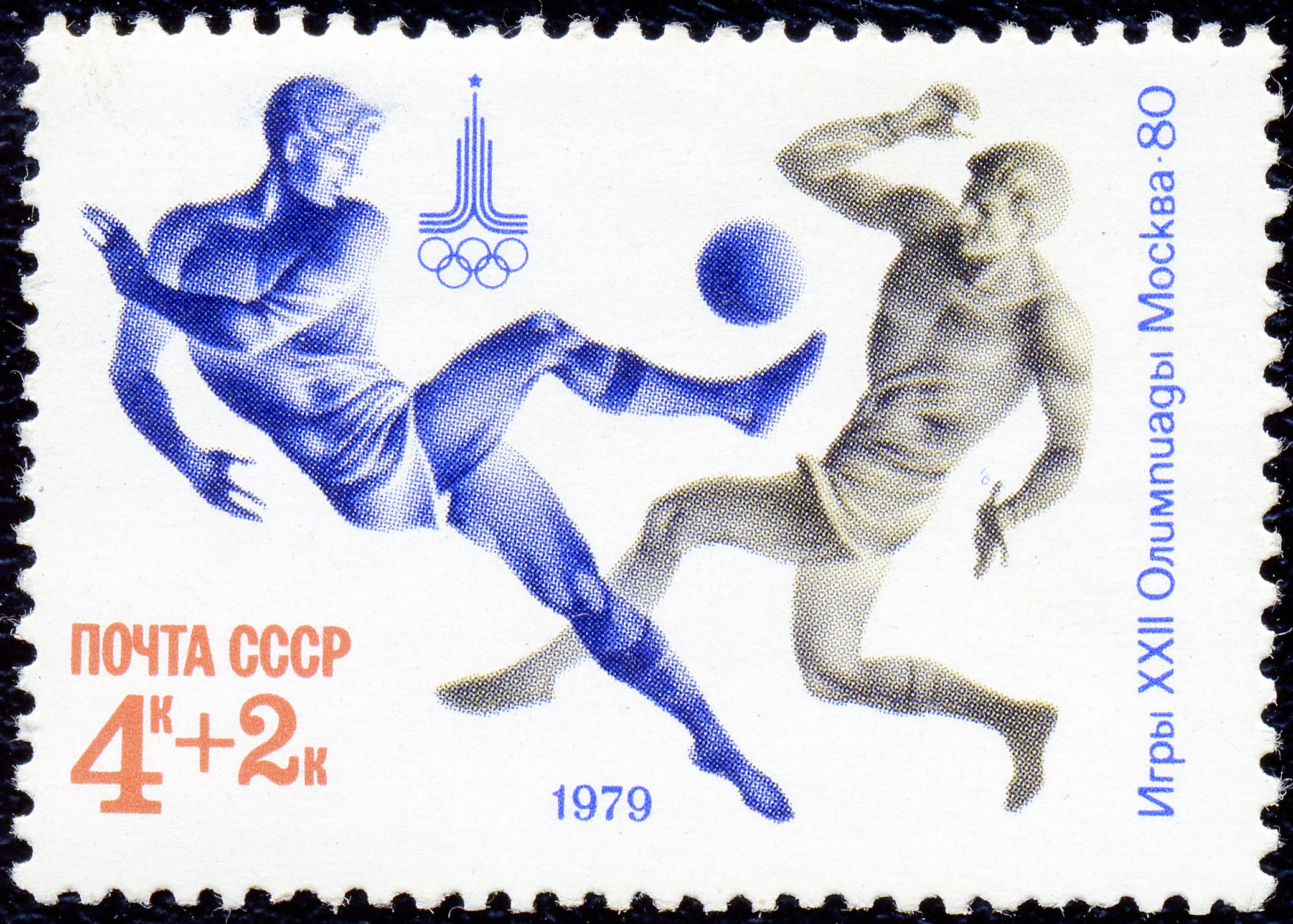
Поштова марка СРСР, присвячена футболу на ОІ-1980
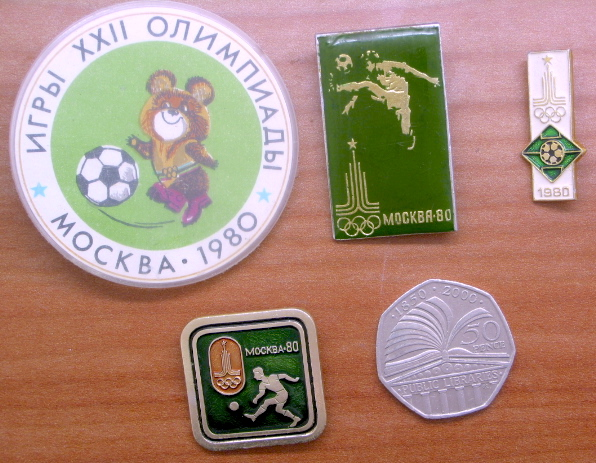
Значки СРСР, присвячені футболу на ОІ-1980
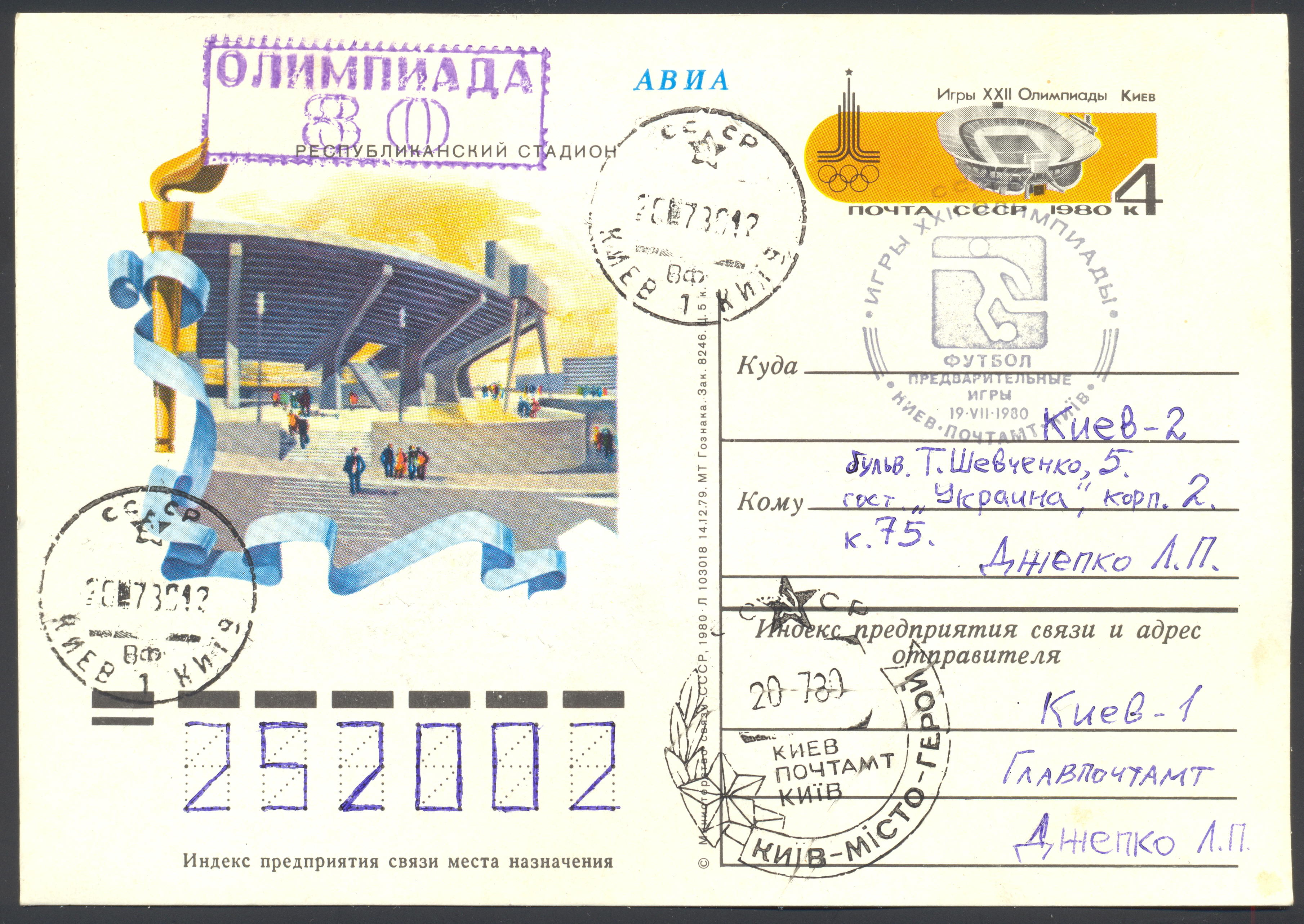
Поштова картка СРСР, присвячена футболу в Києві на ОІ-1980
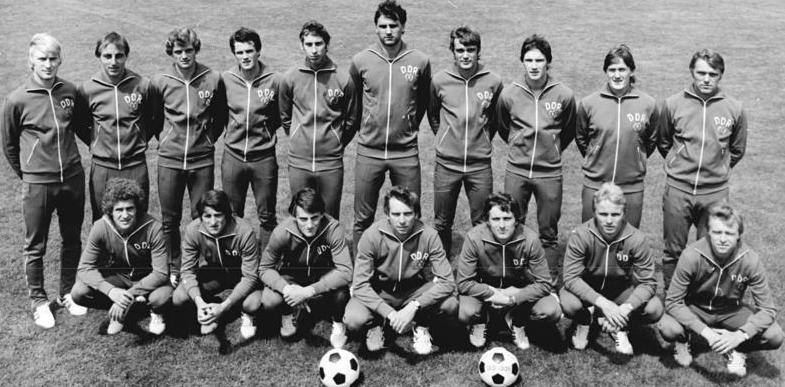
Олімпійська збірна НДР 30 липня 1980 року